# Флекефьор
Флѐкефьор (на норвежки: Flekkefjord) е град и община в Южна Норвегия. Разположен е на брега на Северно море във фюлке Вест-Агдер на около 280 km югозападно от столицата Осло. За първи път е споменат като град през 1580 г. Получава статут на община на 1 януари 1838 г. Има пристанище. През периода 1904 – 1990 г. е имал жп гара до село Сира. В миналото е бил известен с риболовът на херинга. Население 8945 жители според данни от преброяването към 1 юли 2008 г.

## Побратимени градове
- Бърнтайланд, Шотландия